# Gottfried Bernhard Loos
Gottfried Bernhard Loos (* 6. August 1773 in Berlin; † 29. Juli 1843 ebenda) war ein deutscher Münzmeister und Unternehmer.

## Leben
Gottfried Bernhard Loos war der Sohn des aus Altenburg stammenden königlich preußischen Hofmedailleurs Daniel Friedrich Loos, der einer Familie von Stempelschneidern entstammte. Er folgte jedoch nicht dem künstlerisch praktischen Berufsweg des Vaters als Medailleur, sondern näherte sich dem Münzfach von der wissenschaftlichen und wirtschaftlichen Seite. Nach dem Abschluss seines Studiums wurde er 1795 als Eleve Mitarbeiter der Berliner Münze. 1797 wurde Gottfried Bernhard Loos dort Wardein, 1806 Münzmeister und 1812 General-Wardein. 1823 wurde er zum Münzrat ernannt. Nach dem Tod seines Vaters profilierte und positionierte er dessen Unternehmen am Markt als Berliner Medaillen-Münze. Das Unternehmen produzierte eine große Anzahl von Gedenkmünzen und Medaillen, die es in mehreren von Loos herausgegebenen Verkaufskatalogen dokumentierte und anbot. Loos griff auf die Entwürfe verschiedener Künstler zurück und arbeitete in der Umsetzung mit verschiedenen Medailleuren zusammen. Vor diesem Hintergrund ist seine persönliche Signaturpraxis seit Mitte des 19. Jahrhunderts umstritten und irreführend. Nach seinem Tod wurde die Berliner Medaillen-Münze bis 1879 von Ludwig Ostermann (1819–1900) fortgeführt, danach von Emil Krüger (1879–1895) und Arthur Krüger ab 1895.

## Auszeichnungen
Loos war seit 1828 bis zu seinem Tode Ehrenmitglied der Preußischen Akademie der Künste und gehörte der Sektion für die Bildenden Künste an. Er war Ritter des Wasaordens. Loos war Mitglied der Berliner Freimaurerloge Zum goldenen Pflug.
1837 wurde ihm der Rote Adlerorden 4. Klasse verliehen.

## Bekannte Prägungen
Denkmünzen und Medaillen mit Artikeln in der Wikipedia
- Denkmünze für den Lübecker Bürgermeister Johann Matthaeus Tesdorpf (1823), geschnitten von Carl Friedrich Voigt
- Denkmünze der Gesellschaft zur Beförderung gemeinnütziger Tätigkeit (1832), Entwurf durch Louise Wolf, Schnitt durch Christoph Carl Pfeuffer
- Gedenkmünze Bene Merenti (1835), Entwurf durch Adolph Menzel

## Schriften
- Bemerkungen zu der neuerlich zu Frankfurt am Main ... erschienenen kleinen Druckschrift benannt: Nachweisung einiger der neuern auffallendsten Münz-Valvations-Divergenzen im Münzwesen im Allgemeinen, Mittler, 1822
- Ueber die königlich-preußische neue, nach dem Gesetze vom 30. September 1821 ausgeprägte Scheidemünze und Ausweis daß dieselbe zu den allerbesten gehöre, welche jemals geprägt worden sind, 1823
- Die Kunst, falsche Münzen zu erkennen, 1828
- Verzeichniss sämmtlicher Denk- und Gelegenheitsmünzen welch aus der Berliner Medaillen-Münzeations-, Fabrik-, Eingangs- und andere ähnliche Zeichen, 1830
- Verzeichniß sämmtlicher Denk- und Gelegenheitsmünzen, welche aus der Berliner Medaillen-Münze von G. Loos seit der Gründung dieser Anstalt durch den Hof-Medailleur Daniel Friedrich Loos hervorgegangen sind..., Mittler, 1842 (Digitalisat)